# Vulfpeck
Vulfpeck ist eine US-amerikanische Funkband aus Ann Arbor, Michigan, die 2011 gegründet wurde. Inzwischen erscheinen über das bandeigene Label Vulf Records auch verschiedene andere Projekte der Bandmitglieder.

## Geschichte
Als Jack Stratton 2011 ein Interview mit dem deutschen Produzenten Reinhold Mack las, kam ihm die Idee, eine deutsche Version der US-amerikanischen Session-Musiker der 1960er Jahre zu gründen. Diese Idee setzte er bald darauf mit der Gründung Vulfpecks zusammen mit Joe Dart, Theo Katzman und Woody Goss an der Universität Michigan in Ann Arbor in die Tat um.
Schnell erlangte sie Bekanntheit auf YouTube, wo sie im regelmäßigen Abstand Musikvideos zu ihren Songs veröffentlichte, die stets in betont geringer technischer Qualität produziert waren. Die meisten Videos der Band entstanden in Proberäumen und wurden mit Handys gefilmt.
2014 sorgte die Band für Aufsehen, als sie mit Sleepify ein Album auf Spotify veröffentlichten, das nur aus Stille bestand. Indem die Fans das Album nachts in Dauerschleife abspielten, sollte so eine kostenlose Tour finanziert werden.
Nach anfänglicher Weigerung zahlte Spotify die durch die Aktion verdienten 20.000 US-Dollar aus, und die Tour konnte tatsächlich stattfinden.
Nach dieser Aktion änderte Spotify die Geschäftsbedingungen und entfernte das Album von der Plattform.
Am 19. September 2017 spielte die Band im Astra in Berlin ihr erstes Deutschlandkonzert. Die 1500 Karten für das Konzert waren bereits im Vorverkauf ausverkauft.

## Mitglieder
- Jack Stratton wuchs in Cleveland Heights, Ohio, auf und begann schon in jungen Jahren Schlagzeug zu spielen. Er wurde von Bernard Purdie und The Meters beeinflusst. Im College leitete er eine Band namens Groove Spoon. Er ist für das Management und die Produktion von Vulfpeck verantwortlich.[8][9]
- Joe Dart wuchs in Harbor Springs, Michigan, auf und begann im Alter von 8 Jahren mit dem Bass. Er wurde von Flea beeinflusst. In der Highschool spielte er in einer von Phish inspirierten Jam-Band. Er bezeichnet Pino Palladino, Rocco Prestia und Verdine White als seine Lieblingsbassisten.[10][11]
- Theo Katzman ist auf Long Island, New York, aufgewachsen. Als Teenager spielte er Schlagzeug, Gitarre und schrieb Songs. Im College war er Mitglied der Band My Dear Disco. Seine Solowerke sind von Folk und Rock inspiriert. Seit 2011 hat er vier Studioalben veröffentlicht, darunter "Heartbreak Hits" (2017).[12][13] Auf der daran anschließenden Europatournee entstand das Livealbum "My Heart ist Live In Berlin".
- Woody Goss wuchs in Skokie, Illinois, auf und begann im Alter von 7 Jahren mit dem Klavierspielen. Er wurde von Thelonious Monk beeinflusst und begeisterte sich für Jazz und später für Funk. Im College trat er mit mehreren Bands auf. 2016 veröffentlichte er das Album Solo Rhodes.[14][15]
- Joey Dosik wuchs in Los Angeles, Kalifornien, auf und begann schon früh Klavier zu spielen. In seinen frühen Teenagerjahren begann er mit dem Saxofon und wurde von Jazz und Soulmusik angezogen. Beeinflusst vom Altsaxofonisten Arthur Blythe trat er in der Musikszene des Leimert Park in Los Angeles auf, die seine musikalische und kulturelle Perspektive auf den Jazz prägte. 2012 veröffentlichte er seine erste Solo-EP und eine zweite 2016.[16]
- Antwaun Stanley  ist ein R&B-Sänger und Songwriter aus Ann Arbor, Michigan.
- Cory J. Wong

## Weitere Projekte
2018 veröffentlichte das bandeigene Label Vulf Records mit The Fearless Flyers eine EP des gleichnamigen Quartetts zusammen mit Sandra Crouch, Blake Mills und Elizabeth Lea. Das Quartett besteht aus dem Schlagzeuger Nate Smith, dem Bassisten Joe Dart sowie den Gitarristen Cory Wong und Mark Lettieri. 2019 veröffentlichte das Label mit The Fearless Flyers II eine zweite EP des Quartetts mit Chris Thile und Joey Dosik. Keyboarder Woody Goss veröffentlichte 2020 zusammen mit Jeremy Daly das Album Strange Satisfaction.
2022 veröffentlichte Jack Stratton unter dem Vulf Records Label und dem Namen Vulfmon das Album Here We Go Jack. Im Jahr darauf folgte sein zweites Soloalbum Vulfnik. Ebenfalls im Jahr 2022 veröffentlichte er als Mitglied des Trios Yiddishe Pirat und ebenfalls unter dem Vulf Records Label das Album Klezmer Klezmer Klezmer, das vorwiegend Klezmermusik ohne Gesang enthält. Er spielt das Schlagzeug, während auf fast allen Songs Michael Winograd die Klarinette und Josh Dolgin das Klavier spielen.

## Diskografie

### Studioalben
- 2014: Sleepify
- 2015: Thrill of the Arts
- 2016: The Beautiful Game
- 2017: Mr. Finish Line
- 2018: Hill Climber
- 2022: Schvitz
- 2025: CLARITY OF CAL[21]

### Weitere Veröffentlichungen
- 2011: Mit Peck
- 2012: Vollmilch
- 2013: My First Car
- 2014: Official Statement
- 2014: Fugue State
- 2015: Thrill of the Arts
- 2016: Flow State
- 2019: Live at Madison Square Garden
- 2020: The Joy of Music, the Job of Real Estate

### Als The Fearless Flyers

#### Studioalben
- 2020: Tailwinds

#### Weitere Veröffentlichungen
- 2018: The Fearless Flyers
- 2019: The Fearless Flyers II
- 2021: Flyers Live at Madison Square Garden
- 2022: The Fearless Flyers III[22]